# Sebastian Schmitt
Sebastian Schmitt (Rosenheim, 29 de febrero de 1996) es un jugador alemán de baloncesto que mide 1,84 metros de altura y ocupa la posición de base. Pertenece a la plantilla del USC Heidelberg de la ProA alemana.

## Carrera
En la temporada 2014-2015 estuvo en el equipo de la Regionalliga Südost y en el equipo que fue campeón de la NBBL, entrenado por Oliver Kostic. Juega con Alemania Sub-20.